# 東京ディズニーシーのエンターテイメントの一覧
東京ディズニーシーのエンターテイメントの一覧（とうきょうディズニーシーのエンターテイメントのいちらん）は現在、東京ディズニーシーで行われているショーやパレードの一覧である。
- 期間を限定して開催されるスペシャルイベントに関するエンターテイメントについては東京ディズニーシーのスペシャルイベントの一覧を参照のこと。スペシャルイベントを契機に開始されたエンターテイメントで、イベント終了後も常演された物は本稿で取り扱う。
- 公演が終了したショーやパレードの一覧表は、東京ディズニーシーで終了したエンターテイメントの一覧を参照のこと。

下記一覧は【公式】パレード/ショー | 東京ディズニーシーを元に記載（2021年5月現在）。

## メディテレーニアンハーバー

### ビリーヴ！～シー・オブ・ドリームス～
『ビリーヴ！～シー・オブ・ドリームス～』はメディテレーニアンハーバーで行われるナイトエンターテイメントショーである。諦めずに信じ続ける願いの力で、ディズニーの仲間たちが夢をかなえていく。ラプンツェルやピーターパンなども登場している。レーザーやパイロなどの特殊演出が用いられている。また、ホテルミラコスタでプロジェクションマッピングが行われる。挿入歌には、MISIAの「君の願いが世界を輝かす」が日本語版、英語版共に使われている。
公演情報
- 公演場所：メディテレーニアンハーバー
- 公演時間：約30分